# Sergejs Dolgopolovs
Sergejs Dolgopolovs, ros. Сергей Леонидович Долгополов, trb. Siergiej Leonidowicz Dołgopołow (ur. 3 września 1941 w Rydze) – łotewski polityk rosyjskiego pochodzenia, były przewodniczący Nowego Centrum, poseł na Sejm, były wiceburmistrz Rygi.

## Życiorys
W 1963 ukończył studia na wydziale chemicznym Ryskiego Instytutu Politechnicznego, a w 1969 obronił pracę kandydacką. Pracował w fabryce półprzewodników Alfa i w związkach zawodowych. Był aktywnym działaczem Komunistycznej Partii Łotwy (w latach 1988–1990 kierował wydziałem organizacji państwowych i pozarządowych w komitecie centralnym). Na początku lat 90. zatrudniony w ryskim samorządzie, później w sektorze prywatnym.
Działał w Partii Zgody Narodowej, został wiceprzewodniczącym tego ugrupowania (1997) i doradcą jego frakcji poselskiej (1998). W 1998 wybrany w skład rady miejskiej w Rydze, w marcu 2000 objął funkcję wiceburmistrza. W 2004 stanął na czele Nowego Centrum, które wyłoniło się z Partii Zgody Narodowej. W 2010 wraz z tym ugrupowaniem dołączył do Socjaldemokratycznej Partii „Zgoda”. W latach 2006, 2010 i 2011 wybierany w skład Sejmu z listy Centrum Zgody. W wyborach w 2014 i 2018 uzyskiwał mandat posła z ramienia partii „Zgoda”. W 2015 był kandydatem swojej formacji na urząd prezydenta Łotwy.